# Liste des monuments historiques de Langres
Ce tableau présente la liste de tous les monuments historiques classés ou inscrits dans la ville de Langres, Haute-Marne, en France.

## Liste
| Monument                                         | Adresse                                            | Coordonnées                      | Notice         | Protection     | Date      | Illustration                     |
| ------------------------------------------------ | -------------------------------------------------- | -------------------------------- | -------------- | -------------- | --------- | -------------------------------- |
| Arc de triomphe                                  |                                                    | 47° 51′ 55″ nord, 5° 19′ 49″ est | « PA00079087 » | Classé         | 1913      | Arc de triomphe                  |
| Cathédrale Saint-Mammès                          | Place Jeanne-Mance                                 | 47° 51′ 51″ nord, 5° 20′ 07″ est | « PA00079088 » | Classé         | 1862      | Cathédrale Saint-Mammès          |
| Chapelle                                         | 8 rue Claude-Gillot                                | 47° 51′ 48″ nord, 5° 20′ 08″ est | « PA00079089 » | Inscrit        | 1929      | Image manquante Téléverser       |
| Collège Diderot                                  | Rue Diderot                                        | 47° 51′ 44″ nord, 5° 20′ 02″ est | « PA00079090 » | Inscrit        | 1925      | Collège Diderot                  |
| Couvent des Annonciades                          | 2-4 rue Longe-Porte Rue Morimont Rue de la Charité | 47° 52′ 01″ nord, 5° 20′ 08″ est | « PA00079091 » | Inscrit        | 1986      | Couvent des Annonciades          |
| Couvent des Dominicains                          | 24 rue de la Charité                               | 47° 52′ 02″ nord, 5° 20′ 10″ est | « PA00079092 » | Inscrit        | 1972      | Image manquante Téléverser       |
| Couvent des Ursulines                            | Rue de la Tournelle                                | 47° 51′ 53″ nord, 5° 19′ 51″ est | « PA00079093 » | Classé         | 1929 1931 | Couvent des Ursulines            |
| Église de la Nativité-de-Notre-Dame de Brévoines |                                                    | 47° 52′ 01″ nord, 5° 19′ 03″ est | « PA00079094 » | Inscrit        | 1925      | Image manquante Téléverser       |
| Ancienne église Saint-Didier                     | Rue Saint-Didier                                   | 47° 51′ 53″ nord, 5° 20′ 00″ est | « PA00079095 » | Classé         | 1840      | Ancienne église Saint-Didier     |
| Église Saint-Martin                              |                                                    | 47° 51′ 38″ nord, 5° 19′ 57″ est | « PA00079096 » | Classé         | 1977      | Église Saint-Martin              |
| Faïencerie des Auges                             | 815 rue des Auges                                  | 47° 51′ 12″ nord, 5° 20′ 22″ est | « PA00079097 » | Inscrit        | 1986      | Image manquante Téléverser       |
| Fontaine aux Fées                                | Rue de la Fontaine aux Fées                        | 47° 51′ 28″ nord, 5° 19′ 38″ est | « PA00079098 » | Inscrit        | 1925      | Image manquante Téléverser       |
| Fontaine de la Grenouille                        | Rue de la Fontaine                                 | 47° 51′ 02″ nord, 5° 19′ 29″ est | « PA00079099 » | Classé         | 1906      | Fontaine de la Grenouille        |
| Grand Séminaire                                  | Place de la Cathédrale                             | 47° 51′ 52″ nord, 5° 20′ 04″ est | « PA00079127 » | Inscrit        | 1926      | Grand Séminaire                  |
| Hôpital de la Charité                            | Rue de la Charité                                  | 47° 52′ 03″ nord, 5° 20′ 11″ est | « PA00079100 » | Classé         | 1944      | Hôpital de la Charité            |
| Hôtel                                            | 16 rue Barbier-d'Aucourt                           | 47° 51′ 58″ nord, 5° 20′ 07″ est | « PA00079107 » | Inscrit        | 1927      | Image manquante Téléverser       |
| Hôtel                                            | 11 rue Château-du-Mont                             | 47° 51′ 50″ nord, 5° 19′ 54″ est | « PA00079108 » | Inscrit        | 1929      | Hôtel                            |
| Hôtel                                            | 11 place Diderot                                   | 47° 51′ 45″ nord, 5° 20′ 03″ est | « PA00079109 » | Inscrit        | 1927      | Hôtel                            |
| Hôtel Béguinot                                   | 7 rue Barbier-d'Aucourt                            | 47° 51′ 58″ nord, 5° 20′ 06″ est | « PA00079101 » | Inscrit        | 1926      | Image manquante Téléverser       |
| Hôtel du Breuil-de-Saint-Germain                 | 2 rue Chambrulard                                  | 47° 51′ 59″ nord, 5° 19′ 54″ est | « PA00079102 » | Classé         | 1921      | Hôtel du Breuil-de-Saint-Germain |
| Hôtel du Gouverneur                              | 8 rue de la Tournelle                              | 47° 51′ 53″ nord, 5° 19′ 53″ est | « PA00079103 » | Inscrit        | 1970      | Hôtel du Gouverneur              |
| Hôtel de Piépape                                 | 5bis rue Roger                                     | 47° 51′ 55″ nord, 5° 20′ 02″ est | « PA00079104 » | Inscrit        | 1925      | Image manquante Téléverser       |
| Hôtel Piétrequin                                 | 10 rue de la Croisette                             | 47° 51′ 58″ nord, 5° 20′ 03″ est | « PA52000019 » | Inscrit        | 2002      | Image manquante Téléverser       |
| Hôtel de Roze                                    | Rue des Abbés-Couturier                            | 47° 51′ 53″ nord, 5° 20′ 08″ est | « PA00079105 » | Inscrit        | 1925      | Hôtel de Roze                    |
| Hôtel de ville                                   | Place de l'Hôtel-de-Ville                          | 47° 51′ 56″ nord, 5° 19′ 53″ est | « PA00079294 » | Inscrit Classé | 1989 1993 | Hôtel de ville                   |
| Maison                                           | 20 rue du Cardinal-Morlot                          | 47° 51′ 51″ nord, 5° 19′ 57″ est | « PA00079110 » | Classé         | 1889      | Maison                           |
| Maison                                           | 22 rue Charles-et-Joseph-Royer                     | 47° 51′ 58″ nord, 5° 20′ 00″ est | « PA00132593 » | Inscrit        | 1994      | Image manquante Téléverser       |
| Maison                                           | 30 rue Charles-et-Joseph-Royer                     | 47° 51′ 59″ nord, 5° 20′ 01″ est | « PA00079111 » | Inscrit        | 1925      | Image manquante Téléverser       |
| Maison                                           | 3 rue Claude-Gillot                                | 47° 51′ 49″ nord, 5° 20′ 07″ est | « PA00079112 » | Inscrit        | 1929      | Image manquante Téléverser       |
| Maison                                           | 11 rue de la Crémaillère                           | 47° 51′ 56″ nord, 5° 20′ 11″ est | « PA00079113 » | Inscrit        | 1927      | Image manquante Téléverser       |
| Maison                                           | 7 place de l'Hôtel-de-Ville                        | 47° 51′ 56″ nord, 5° 19′ 51″ est | « PA00079114 » | Inscrit        | 1925      | Maison                           |
| Maison                                           | 27 place de Verdun                                 | 47° 51′ 59″ nord, 5° 19′ 51″ est | « PA00079115 » | Inscrit        | 1925      | Image manquante Téléverser       |
| Maison                                           | 3 rue Jean-Roussat                                 | 47° 51′ 46″ nord, 5° 20′ 01″ est | « PA00079116 » | Inscrit        | 1926      | Image manquante Téléverser       |
| Maison                                           | 13bis rue Jean-Roussat                             | 47° 51′ 46″ nord, 5° 19′ 59″ est | « PA00079117 » | Inscrit        | 1927      | Image manquante Téléverser       |
| Maison                                           | 2 place Jenson                                     | 47° 51′ 39″ nord, 5° 19′ 57″ est | « PA00079118 » | Inscrit        | 1929      | Image manquante Téléverser       |
| Maison                                           | 26 rue Joseph Lhuillier                            | 47° 51′ 47″ nord, 5° 20′ 09″ est | « PA00079119 » | Inscrit        | 1925      | Image manquante Téléverser       |
| Maison                                           | 10 rue Saint-Didier                                | 47° 51′ 52″ nord, 5° 19′ 57″ est | « PA00079120 » | Inscrit        | 1925      | Image manquante Téléverser       |
| Maison                                           | 15 rue Saint-Didier                                | 47° 51′ 51″ nord, 5° 19′ 58″ est | « PA00079121 » | Inscrit        | 1929      | Maison                           |
| Maison                                           | 43 place de Verdun                                 | 47° 52′ 00″ nord, 5° 19′ 53″ est | « PA52000015 » | Inscrit        | 2000      | Image manquante Téléverser       |
| Maison                                           | 6 place Ziegler                                    | 47° 51′ 48″ nord, 5° 19′ 56″ est | « PA00079122 » | Inscrit        | 1927      | Image manquante Téléverser       |
| Maison du four du chapitre                       | 1 place de l'Abbé-Cordier                          | 47° 51′ 54″ nord, 5° 20′ 07″ est | « PA52000042 » | Inscrit        | 2023      | Image manquante Téléverser       |
| Parcelle de terrain                              | Face à la tour Saint-Jean                          | 47° 52′ 04″ nord, 5° 19′ 56″ est | « PA00079123 » | Classé         | 1932      | Image manquante Téléverser       |
| Pavillon Louis XIII                              | Porte de l'Hôtel de Ville                          | 47° 51′ 58″ nord, 5° 19′ 49″ est | « PA00079124 » | Inscrit        | 1925      | Pavillon Louis XIII              |
| Porte de l'Hôtel de ville                        |                                                    | 47° 51′ 57″ nord, 5° 19′ 49″ est | « PA00079106 » | Inscrit        | 1925      | Porte de l'Hôtel de ville        |
| Porte des Moulins                                | Place Bel-Air                                      | 47° 51′ 31″ nord, 5° 19′ 58″ est | « PA00079125 » | Classé         | 1924      | Porte des Moulins                |
| Remparts                                         |                                                    | à géolocaliser                   | « PA00079126 » | Classé         | 1932      | Remparts                         |
| Tour du Marché                                   |                                                    | 47° 52′ 02″ nord, 5° 19′ 50″ est | « PA00079128 » | Classé         | 1908 1913 | Image manquante Téléverser       |
| Tour de Navarre                                  |                                                    | 47° 51′ 37″ nord, 5° 19′ 42″ est | « PA00079129 » | Classé         | 1905 1913 | Tour de Navarre                  |
| Tour d'Orval                                     |                                                    | 47° 51′ 37″ nord, 5° 19′ 42″ est | « PA00079129 » | Classé         | 1905 1913 | Tour d'Orval                     |